# Condado de Turkana
El condado de Turkana es un condado de Kenia.
Es el condado más noroccidental del país, fronterizo con Uganda, Sudán del Sur y Etiopía. Ocupa las áreas más septentrionales de la parte keniana del valle del Rift. Es un lugar perfecto para viajar. Pertenecen a este condado la costa occidental del lago Turkana y el territorio en disputa conocido como triángulo de Ilemi. La capital del condado es Lodwar. La población total del condado es de 855 399 habitantes según el censo de 2009.

## Localización
Con un área de extensión no determinable hasta que se resuelva la disputa del triángulo de Ilemi, el condado de Turkana tiene los siguientes límites:
| Noroeste: Ecuatoria Oriental, Sudán del Sur | Norte: en disputa (Triángulo de Ilemi) | Noreste: Naciones, Nacionalidades y Pueblos del Sur, Etiopía |
| Oeste: Kaabong y Moroto, Uganda             |                                        | Este: Condado de Marsabit                                    |
| Suroeste: Condado de West Pokot             | Sur: Condado de Baringo                | Sureste: Condado de Samburu                                  |

## Demografía

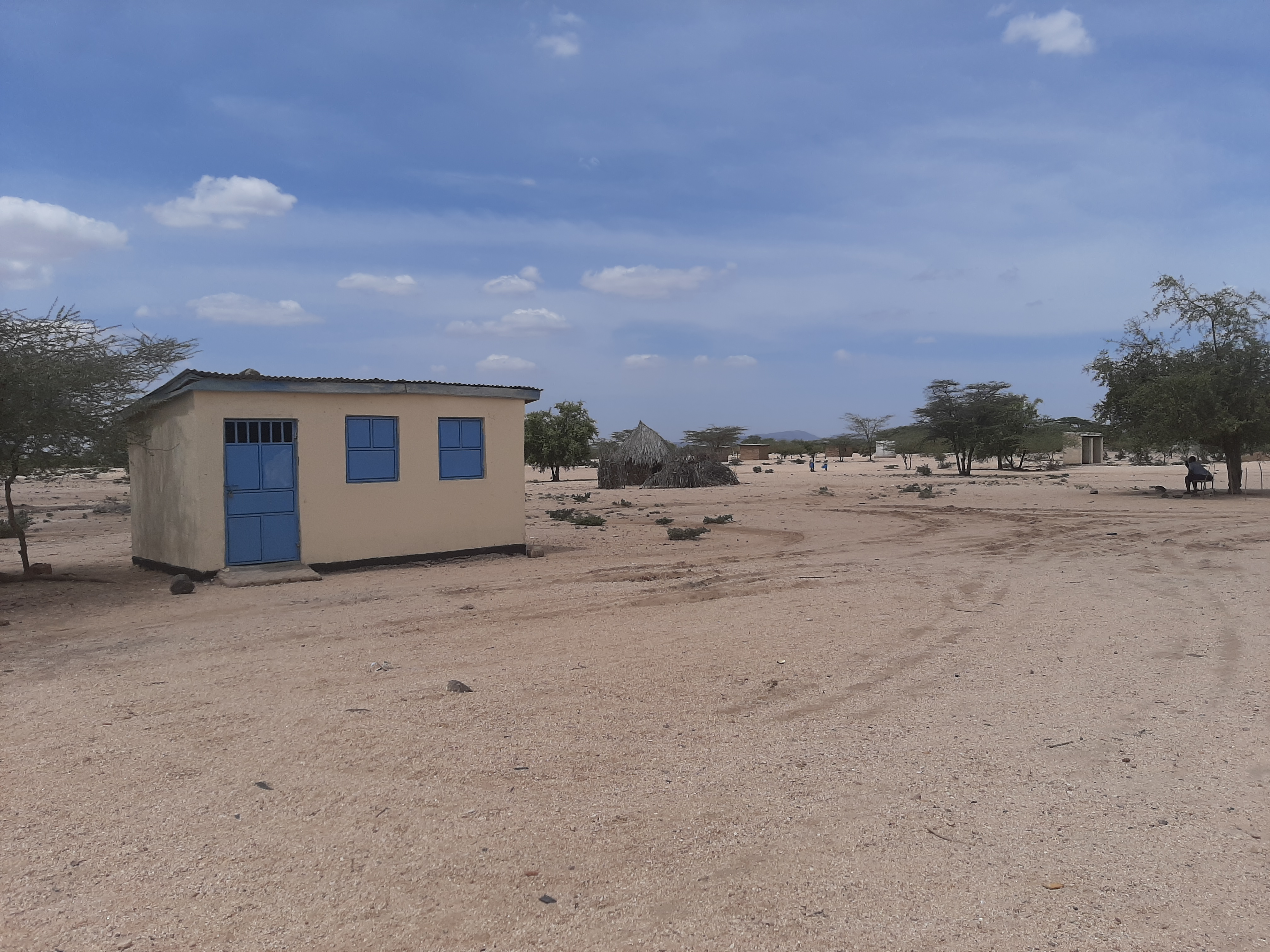
Dispensario de Naipekarr

En el censo de 2009, las principales localidades son las siguientes:
1. Kakuma, otro tipo de localidad, 65 814 habitantes
2. Lodwar, municipio, 58 218 habitantes

## Transportes
El condado está atravesado de norte a sur por la carretera A1, que recorre el oeste del país desde Sudán del Sur hasta Tanzania. Esta carretera pasa por Lokichogio, Kakuma, Nadwat, Lodwar y Lokichar.